# 도요마네역
도요마네역(일본어: 豊間根駅)은 일본 이와테현 시모헤이군 야마다정에 위치한 동일본 여객철도 야마다 선의 철도역이다. 단선 승강장 1면 1선의 구조를 갖춘 지상역이다.

## 역 주변
- 국도 제45호선

## 역사
- 1935년 11월 17일 : 개업.
- 1987년 4월 1일 : 일본국유철도 분할 민영화에 의해, 동일본 여객철도가 승계.
- 2011년 3월 11일 : 동일본 대지진 영향으로 인한 영업 중단.

## 인접 역
| 동일본 여객철도 야마다 선 | 동일본 여객철도 야마다 선 | 동일본 여객철도 야마다 선  |
| ------------------------- | ------------------------- | -------------------------- |
| 쓰가루이시 모리오카 방면  | ■ 야마다 선               | 리쿠추야마다 가마이시 방면 |